# Disociación por captura de electrones
La disociación por captura de electrones (ECD) es un método de fragmentación de iones en fase gaseosa para análisis de espectrometría de masas en tándem (elucidación estructural). El ECD engloba la introducción directa de electrones de baja energía a iones atrapados en fase gaseosa. Fue desarrollado por Roman Zubarey y Neil Kelleher en el laboratorio de Fred McLafferty en la Universidad de Cornell.

## Principios
La disociación por captura de electrones generalmente engloba una molécula múltiplemente protonada que interactúa con un electrón libre para dar lugar a un ion con un número impar de electrones.
{\displaystyle [M+nH]^{n+}+e^{-}\to {\bigg [}[M+nH]^{(n-1)+}{\bigg ]}^{*}\to fragmentos}.
La liberación de energía potencial eléctrica da lugar a la fragmentación del producto iónico.
La ECD produce tipos más significativamente diferentes de iones fragmentados (aunque principalmente se han identificado en el ECD b-iones de tipo c y z) que otros métodos MS/MS de fragmentación como disociación por desorción de electrones (EDD) (principalmente los tipos a y x), disociación inducida por colisión (CID) (principalmente los tipos b e y) y disociación por multifotón infrarrojo (IRMPD). La CID y la IRMPD introducen energía interna vibracional de una forma u otra, produciendo la pérdida de modificaciones postraduccionales durante la fragmentación. En la ECD (y en la EDD también) los fragmentos conservan las modificaciones postraduccionales como la fosforilación y la O-glicosilación. En la ECD, se observan fragmentos únicos (y complementarios a CID) y la capacidad de fragmentar moléculas enteras efectivamente ha sido prometedora. Las bajas eficiencias de fragmentación y otros problemas experimentales, que están siendo estudiados,, han impedido su uso extendido. Aunque el ECD es usado principalmente en el espectrómetro de masas de resonancia de ciclotrón iónica por transformada de Fourier, los investigadores han indicado que también se ha usado correctamente en un espectrómetro de masas de trampa de iones.
La ECD es una técnica de fragmentación MS/MS recientemente introducida y todavía está siendo investigada. El mecanismo del ECD está todavía bajo debate, parece que no rompe necesariamente el enlace más débil, por lo que se piensa que es un proceso rápido (no ergódico) donde la energía no es libre de liberarse intermolecularmente. Se ha sugerido que las reacciones radicalarias iniciadas por el electrón pueden ser las responsables de la acción del ECD.
En una técnica de fragmentación MS/MS similar llamada disociación por transferencia de electrones, los electrones se transfieren mediante colisión entre los cationes del analito y aniones reactivos.